# Olympique Gymnaste Club de Nice Côte d'Azur 2005-2006
Questa voce raccoglie le informazioni riguardanti l'Olympique Gymnaste Club de Nice nelle competizioni ufficiali della stagione 2005-2006.

## Maglie e sponsor
Lo sponsor tecnico per la stagione 2005-2006 è Lotto, mentre lo sponsor ufficiale è Rica Lewis.
| Manica sinistra · Manica sinistra · Maglietta · Maglietta · Manica destra · Manica destra · Pantaloncini · Calzettoni |

## Rosa
| N. |                           | Ruolo | Calciatore         |
| -- | ------------------------- | ----- | ------------------ |
| 1  | Francia (bandiera)        | P     | Hugo Lloris        |
| 2  | Francia (bandiera)        | D     | Cédric Varrault    |
| 3  | Camerun (bandiera)        | D     | Bill Tchato        |
| 5  | Francia (bandiera)        | C     | François Grenet    |
| 6  | Francia (bandiera)        | C     | Olivier Echouafni  |
| 7  | Belgio (bandiera)         | C     | Roberto Bisconti   |
| 8  | Francia (bandiera)        | C     | Sébastien Roudet   |
| 9  | Senegal (bandiera)        | A     | Souleymane Camara  |
| 10 | Brasile (bandiera)        | C     | Ederson            |
| 11 | Mali (bandiera)           | A     | Mamadou Bagayoko   |
| 12 | Costa d'Avorio (bandiera) | A     | Bakari Koné        |
| 13 | Francia (bandiera)        | D     | Jacques Abardonado |
| 14 | Francia (bandiera)        | C     | Florent Balmont    |
| 15 | Francia (bandiera)        | D     | Florian Jarjat     |
| 16 | Francia (bandiera)        | P     | Damien Grégorini   |

| N. |                      | Ruolo | Calciatore         |
| -- | -------------------- | ----- | ------------------ |
| 17 | Mali (bandiera)      | D     | Sammy Traoré       |
| 18 | Francia (bandiera)   | A     | David Bellion      |
| 19 | Tahiti (bandiera)    | A     | Marama Vahirua     |
| 20 | Argentina (bandiera) | C     | Franco Dolci       |
| 21 | Algeria (bandiera)   | D     | Anthar Yahia       |
| 22 | Francia (bandiera)   | C     | Kamel Larbi        |
| 23 | Mali (bandiera)      | D     | Drissa Diakité     |
| 24 | Francia (bandiera)   | D     | Rod Fanni          |
| 26 | Francia (bandiera)   | C     | Cyril Rool         |
| 27 | Francia (bandiera)   | C     | Yoann Bigné        |
| 28 | Francia (bandiera)   | C     | Fabien Lamatina    |
| 30 | Francia (bandiera)   | A     | Olivier Fauconnier |
| 31 | Francia (bandiera)   | P     | Jérémie Moreau     |
| 36 | Francia (bandiera)   | A     | Mickaël Buscher    |